# San Esteban de Litera
San Esteban de Litera (aragónul: Sant Istevan de Litera, katalánul: Sant Esteve de Llitera) település Spanyolországban, Huesca tartományban. San Esteban de Litera Alcampell, Almunia de San Juan, Azanuy-Alins, Peralta de Calasanz, Tamarite de Litera, Binéfar és Monzón községekkel határos. Lakosainak száma 641 fő (2024).

## Népesség
A település népessége az utóbbi években az alábbiak szerint változott:
| Lakosok száma | 602  | 562  | 497  | 527  | 502  | 495  | 485  | 535  | 586  | 641  |
|               | 2001 | 2004 | 2007 | 2009 | 2012 | 2014 | 2017 | 2019 | 2022 | 2024 |